# Antonio Herrán
Antonio Herrán y Zaldúa (Honda, 11 de febrero de 1797-Villeta, 7 de febrero de 1868) fue un obispo católico colombiano. Fue Arzobispo de Bogotá.

## Primeros años
Miembro de una acaudalada familia española, fue hermano del Presidente de Nueva Granada, general Pedro Alcántara Herrán y su madre era prima del Arzobispo Baltasar Jaime Martínez Compañón. Estudió en Bogotá en el Colegio de San Bartolomé y recibió el título de Doctor en Derecho Canónico en el Colegio Mayor del Rosario; en 1821 fue ordenado sacerdote y fue asignado al curato de Fontibón y un año después viajó a Vélez, Santander, como nuevo párroco.
En 1830 regresa a Bogotá y es nombrado Obispo titular de Amicta en 1834, ejerciendo diferentes funciones en la administración de la Arquidiócesis como provisor, vicario general y maestrescuela.

## Arzobispo
Al recibirse la noticia del fallecimiento del Arzobispo Manuel José Mosquera en 1853, es nombrado "Vicario capitular en sede vacante" y en enero de 1854 es elegido como nuevo Arzobispo, si bien solo puede ser consagrado hasta un año después, debido a la convulsión política causada por el golpe de Estado del general José María Melo.
Sus primeros años de arzobispado resultan bien ambientados gracias al respaldo de los gobiernos conservadores de Manuel María Mallarino y Mariano Ospina Rodríguez, pero a partir de 1860 debe afrontar fuertes convulsiones políticas. La primera de ellas fue suscitada por su respaldo a Julio Arboleda, sobre su propio hermano el expresidente Pedro Alcántara Herrán, para ser candidato a la Presidencia en 1861. En este mismo año, el general Tomás Cipriano de Mosquera da un golpe de Estado, se hace al poder y decreta la tuición de cultos, la desamortización de bienes de manos muertas y la expulsión de la Compañía de Jesús, así como el destierro de numerosos clérigos, entre ellos el Arzobispo de Bogotá; si bien el exilio solo lo llevó hasta Cartagena de Indias, desde donde alentó al clero a rechazar la presión del gobierno nacional. En 1864 regresa a Bogotá, contando con el respaldo, como vicario general, de quien sería su sucesor, monseñor Vicente Arbeláez. En 1866 Mosquera regresa al poder y el anciano arzobispo Herrán recibe nuevamente fuertes ataques, en medio de los cuales convoca un Concilio Provincial (que incluía todas las diócesis del país) ordenado por el papa Pío IX, pero que no llega a inaugurar debido a su delicado estado de salud, falleciendo en el municipio de Villeta, donde intentaba recuperarse.
Cabe notar que su acérrimo enemigo, el general Mosquera, era el suegro de su hermano Pedro Alcántara Herrán, así como el hermano de su antecesor, monseñor Manuel José Mosquera.